# Pocket PC

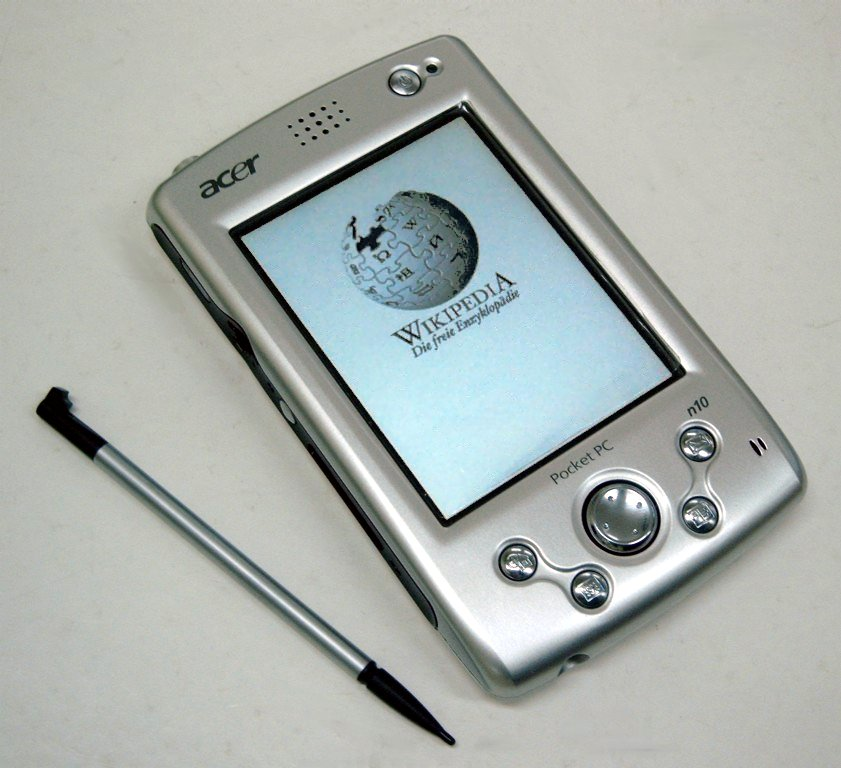
Pocket PC con Wikipedia.

Pocket PC es una computadora de bolsillo, también llamado PDA (Personal Digital Assistant). Se trata de una pequeña computadora, diseñada para ocupar el mínimo espacio y ser fácilmente transportable que ejecuta el sistema operativo Windows CE o Windows Mobile de Microsoft, entre otros, el cual le proporciona capacidades similares a los PC de escritorio.
Microsoft sacó la línea al mercado en 1998, decidiendo denominarla Palm PC. Debido a una demanda de Palm, el nombre fue cambiado a Pocket PC.
Pocket PC fue reemplazada por Windows Phone en 2010, pero incluso después de que se lanzaron versiones basadas en el kernel de Windows NT, finalmente no pudieron competir con el iPhone de 2007 y los teléfonos Android y el interés en las Pocket PC sin teléfonos disminuyó.

## Características
De acuerdo con Microsoft, el Pocket PC es "un dispositivo de mano que le permite grabar, enviar y recibir e-mails, contactos, citas, mostrar archivos multimedia, juegos, intercambiar mensajes de texto con MSN Messenger, navegar por la web y más".
Desde un punto de vista técnico, Pocket PC es un estándar de Microsoft que impone varios requisitos al hardware y al software de dispositivos móviles para tener la etiqueta de Pocket PC.
Cualquier dispositivo que sea clasificado como un Pocket PC debe:
- Ejecutar el sistema operativo Microsoft Windows CE o Windows Mobile (versión Pocket PC)
- Tener un conjunto de aplicaciones en ROM
- Incluir una pantalla sensible al tacto
- Incluir un dispositivo apuntador, llamado stylus o estilete
- Incluir un conjunto de botones de hardware para activar aplicaciones
- Estar basado en un procesador compatible con el StrongARM (los Pocket PC más antiguos tienen un procesador MIPS o SH3)

Algunas de las aplicaciones que se incluyen con estos dispositivos son versiones reducidas de Microsoft Outlook, Internet Explorer, Word, Excel, Windows Media Player, etc.

## Fabricantes
Actualmente, hay pocos fabricantes, y se concentran la gran mayoría en el continente asiático. Entre ellos, el más importante y que recientemente se convirtió en distribuidor es HTC, antiguo proveedor de HP, Acer o Fujitsu entre otros. Otros fabricantes de dispositivos Pocket PC son Quanta, Foxconn, Inventec, Asus o Compal, concentrados todos ellos en Taiwán, y dedicados también a la fabricación de otros equipos electrónicos, como portátiles o dispositivos GPS.
Distribuidores sin embargo hay bastantes más, entre los que encontramos a HP, Fujitsu Siemens, Garmin, Acer, Casio y un largo etcétera, que encargan a los fabricantes antes mencionados el diseño de sus equipos y a los que sólo les ponen su marca y se encargan de distribuirlos y dar soporte técnico.

## Versiones
- Microsoft Windows CE 1.0
- Microsoft Windows CE 2.0
- Microsoft Windows CE 2.01
- Microsoft Windows CE 2.02
- Microsoft Windows CE 2.1
- Microsoft Windows CE 2.11
- Microsoft Windows CE 2.12
- Microsoft Windows CE 2.11 H/PC PRO
- Microsoft Windows CE 3.0 H/PC 2000
- Microsoft Pocket PC 2000 (WinCE 3.0)
- Microsoft Pocket PC 2002 (WinCE 3.1)
- Microsoft Windows Mobile 2003 para Pocket PC (WinCE 4.2)
- Microsoft Windows Mobile 2003 Second Edition (WinCE 4.21)
- Microsoft Windows Mobile 2005 (WinCE 5.0)
- Microsoft Windows Mobile 5
- Microsoft Windows Mobile 6
- Microsoft Windows Mobile 6.1
- Microsoft Windows Mobile 6.5
- Microsoft Windows Phone 7

## Aplicaciones
Como otras computadoras, los Pocket PC o PPC son computadoras de carácter general; no obstante, se han diseñado aplicaciones especialmente adaptadas a sus características, como por ejemplo lectores de códigos de barras o receptores GPS para el control de flotas.
La programación de aplicaciones puede realizarse mediante varios lenguajes, y generalmente desde un computador de escritorio, entre los cuales C Sharp, Visual Basic y Lexico son buenos ejemplos. El tercero tiene la particularidad de utilizar códigos en castellano que lo hacen muy legible para personas de habla castellana.
La diferencia principal a tener en cuenta en la programación es que debido a las limitaciones de la máquina la plataforma .NET utilizada es más reducida y presenta menos cantidad de opciones en su polimorfismo.